# كنوت لوند
كنوت لوند (بالفنلندية: Knut Lund)‏ هو لاعب باندي ‏ ولاعب كرة قدم فنلندي، ولد في 17 يوليو 1891 في توسولا في فنلندا، وتوفي في 14 يناير 1974 في هلسنكي في فنلندا. شارك مع منتخب فنلندا لكرة القدم. أما مع النوادي، فقد لعب مع HIFK ‏.

## وصلات خارجية
- كنوت لوند على موقع الاتحاد الدولي (مؤرشف)  (الإنجليزية)
- كنوت لوند على موقع قاعدة بيانات كرة القدم.إي يو (الإنجليزية)
- كنوت لوند على موقع عالم كرة القدم.نت (الإنجليزية)
- كنوت لوند على موقع أوليمبيديا (الإنجليزية)